# Stapčari
Stapčari ili morski ljiljani (krinoidi; lat.: Crinoidea) su razred morskih bodljikaša (Echinodermata), od kojih je većina stalno prirasla za podlogu dugim člankovitim drškom.

## Opis
Držak je sastavljen od niza pokretnih, međusobno spojenih, vapnenastih članaka. Neki članci nose pokretne člankovite vitice koje u najdonjih članaka služe pričvršćivanju za podlogu. Tijelo je oblika čašice s razgranatim krakovima (pet ili deset). Na slobodnom se kraju nalaze dva otvora, usni i izmetni, okružena vijencem lovaka. Hrane se planktonom kojega aktivno love lovkama. Rastavljena su spola. Imaju veliku sposobnost regeneracije. Poznato je oko 630 vrsta stapčara. Odrasli oblici nekih obalnih vrsta slobodno plivaju morem, kao npr. sredozemna dlakavica (Antedon mediterranea), koja se nalazi i u Jadranskom moru. Među trajno priraslim oblicima iz dubokoga mora (2900 do 4900 m) poznat je Hyocrinus bethellianus.

## Galerija slika
- Više vrsta stapčara kod otoka Nusa Kode (u blizini otoka Komodo), Indonezija
- Šareni stapčari u plitkim vodama otoka Gili Lawa Laut (u blizini otoka Komodo), Indonezija
- Štapčar s koraljnog gebena u Filipinima.
- Stapčar nevezan za podlogu
- Stapčar vezan za podlogu, Meksički zaljev